# Saint-Sulpice-de-Ruffec
Saint-Sulpice-de-Ruffec [sɛ̃ sylpis də ʁyfɛk] ist eine französische Gemeinde mit 41 Einwohnern (Stand: 1. Januar 2022) im Département Charente in der Region Nouvelle-Aquitaine (vor 2016 Poitou-Charentes); sie gehört zum Arrondissement Confolens und zum Kanton Charente-Nord.

## Geographie
Saint-Sulpice-de-Ruffec liegt etwa 31 Kilometer nordnordöstlich von Angoulême. Die Gemeinde besteht aus dem Dorf Le Roule sowie Weilern und Einzelhöfen. Sie ist umgeben von den Nachbargemeinden Saint-Gourson im Norden, Chassiecq im Nordosten und Osten, Ventouse im Süden sowie Couture im Süden und Westen.

## Bevölkerungsentwicklung
| Jahr                       | 1962 | 1968 | 1975 | 1982 | 1990 | 1999 | 2006 | 2019 |
| Einwohner                  | 90   | 83   | 67   | 50   | 46   | 35   | 36   | 31   |
| Quellen: Cassini und INSEE |      |      |      |      |      |      |      |      |

## Sehenswürdigkeiten

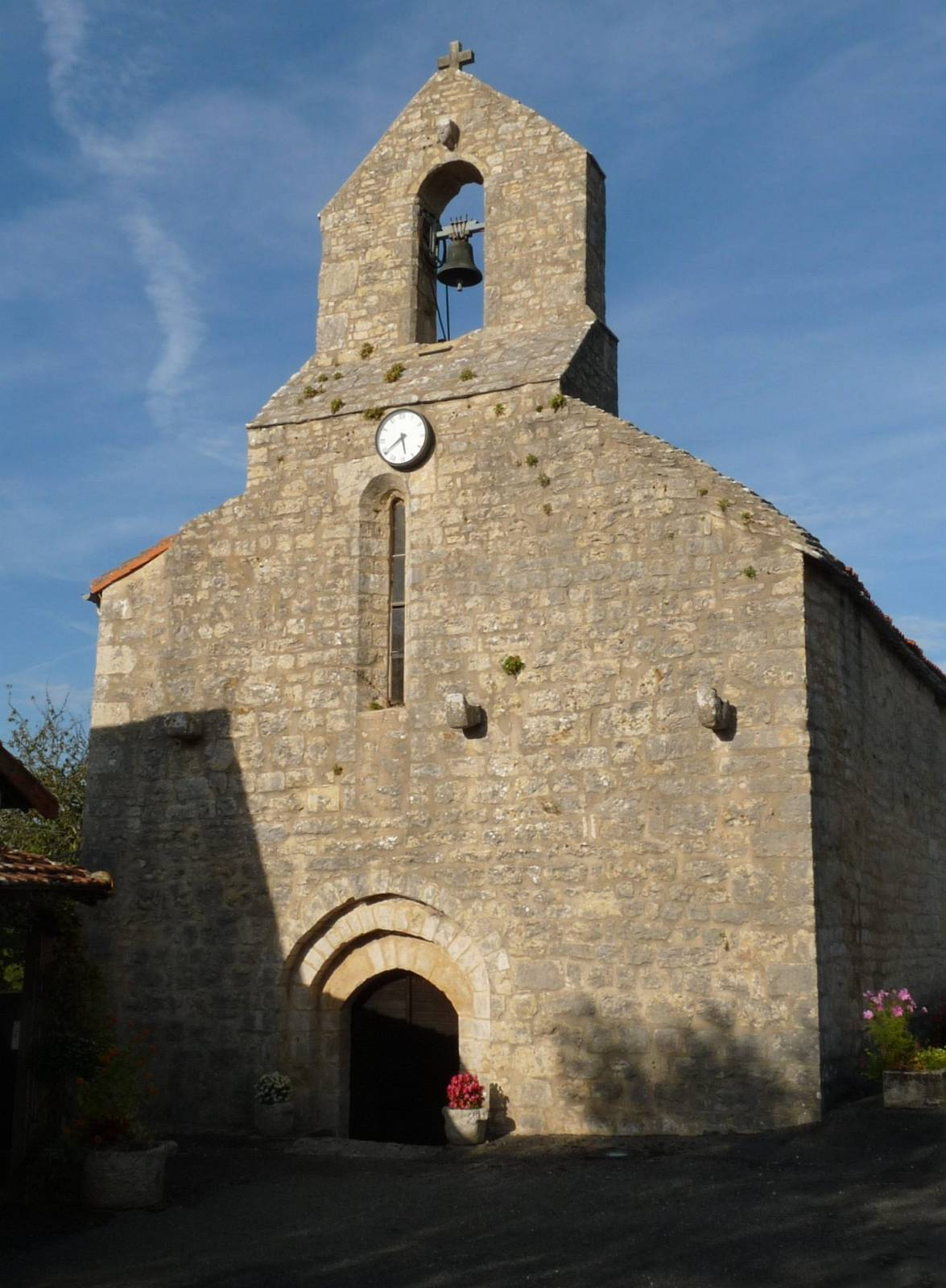
Kirche Saint-Sulpice

- Kirche Saint-Sulpice aus dem 11. Jahrhundert, Monument historique seit 1950